# Niklas Ney
Niklas Kevin Joshua Ney (* 3. Oktober 1995 in Berlin) ist ein deutscher Basketballspieler und Wrestler. Im Basketball wurde der 2,08 Meter große Ney als Innenspieler (Center) eingesetzt.

## Basketball
Ney spielte in der Jugendabteilung von Basketball Berlin Süd und anschließend jener von Alba Berlin und kam während der Saison 2011/12 erstmals für die zweite Herrenmannschaft Albas zum Einsatz, damals in der 2. Bundesliga ProB und nach dem Abstieg in der Regionalliga. Im Frühjahr 2014 gewann er mit der U19-Mannschaft Albas den Meistertitel in der Nachwuchs-Basketball-Bundesliga.
Zur Saison 2014/15 wechselte er an die Mercer University, einer Hochschule im US-Bundesstaat Georgia. In zwei Jahren absolvierte er 35 Partien für Mercer und erzielte insgesamt 39 Punkte (1,1 pro Spiel). Ney entschloss sich zur Rückkehr in sein Heimatland und schlug eine Profilaufbahn ein. Im Juni 2016 wurde er vom Zweitligisten USC Heidelberg unter Vertrag genommen. Nach drei Jahren in Heidelberg wechselte Ney in der Sommerpause 2019 innerhalb der Liga zu den Tigers Tübingen. Ende August 2019 zog sich Ney eine Gehirnerschütterung zu, als Ersatz wurde Philipp Neumann verpflichtet.
Im Sommer 2021 schloss er sich dem Basketball-Drittligisten RSV Eintracht an und verließ den Verein nach dem Ende der Saison 2021/22 wieder.

### Nationalmannschaft
Ney gehörte zum Aufgebot der deutschen U16-Nationalmannschaft bei der EM 2011 und absolvierte während des Turniers neun Spiele.

## Wrestling
Ab Ende 2019 trainierte er bei der German Wrestling Federation und gab am 12. September 2020 unter dem Namen „Big Nik“ bei der Veranstaltung GWF Battlefield sein Debüt als Profi-Wrestler. Im Februar 2024 gewann er seinen ersten Einzeltitel („Project Nova Championship“).

## Persönliches
Sein älterer Bruder Joey Ney stand einst im Bundesliga-Kader von Alba Berlin und war ebenfalls Junioren-Nationalspieler.